# Blinnenhorn
Il Blinnenhorn (detto anche Blindenhorn o, in italiano, Corno Cieco; in walser formazzino z'Blinnänhorä) è una montagna delle Alpi Lepontine (sottosezione Alpi del Monte Leone e del San Gottardo), alta 3.374 m s.l.m..

## Caratteristiche
Si trova lungo la linea di confine tra l'Italia (Regione Piemonte) e Svizzera (Canton Vallese) tra il passo del Sempione ed il passo della Novena. Dal versante italiano la vetta si trova in comune di Formazza.
È situato sullo spartiacque principale alpino tra Italia e Svizzera, che in corrispondenza della vetta subisce un cambio di direzione. La cresta principale infatti giunge da est dalla "gran sella del Gries", piega leggermente verso nord-ovest poco prima della vetta, raggiunta la quale piega decisamente verso sud-ovest, in direzione del "passo di Blinnen". Da poco sotto la vetta si diparte una cresta secondaria, che scende in direzione sud-est. Un'altra cresta secondaria si diparte dalla vetta in direzione nord-nord-ovest, giungendo fino al "Merzenbachschien".
La vetta è circondata da ghiacciai su tutti i versanti orientali. Tra la cresta nord-nordovest e la cresta est si situa il "ghiacciaio del Gries"; tra la cresta est e la cresta sud-est un ghiacciaio pensile; e tra la cresta sud-est e la cresta sud-ovest si sviluppa la parte sommitale del ghiacciaio del Sabbione. I versanti occidentali sono invece rocciosi, e scendono con forte pendenza verso il "ghiacciaio Blinnen".
Dal punto di vista geologico, la montagna è costituita da un ammasso omogeneo di calcescisti biotitici, localmente anfibolitici.
La prima ascensione documentata è quella di Arthur Cust nel 1881.

## Ascensione alla vetta

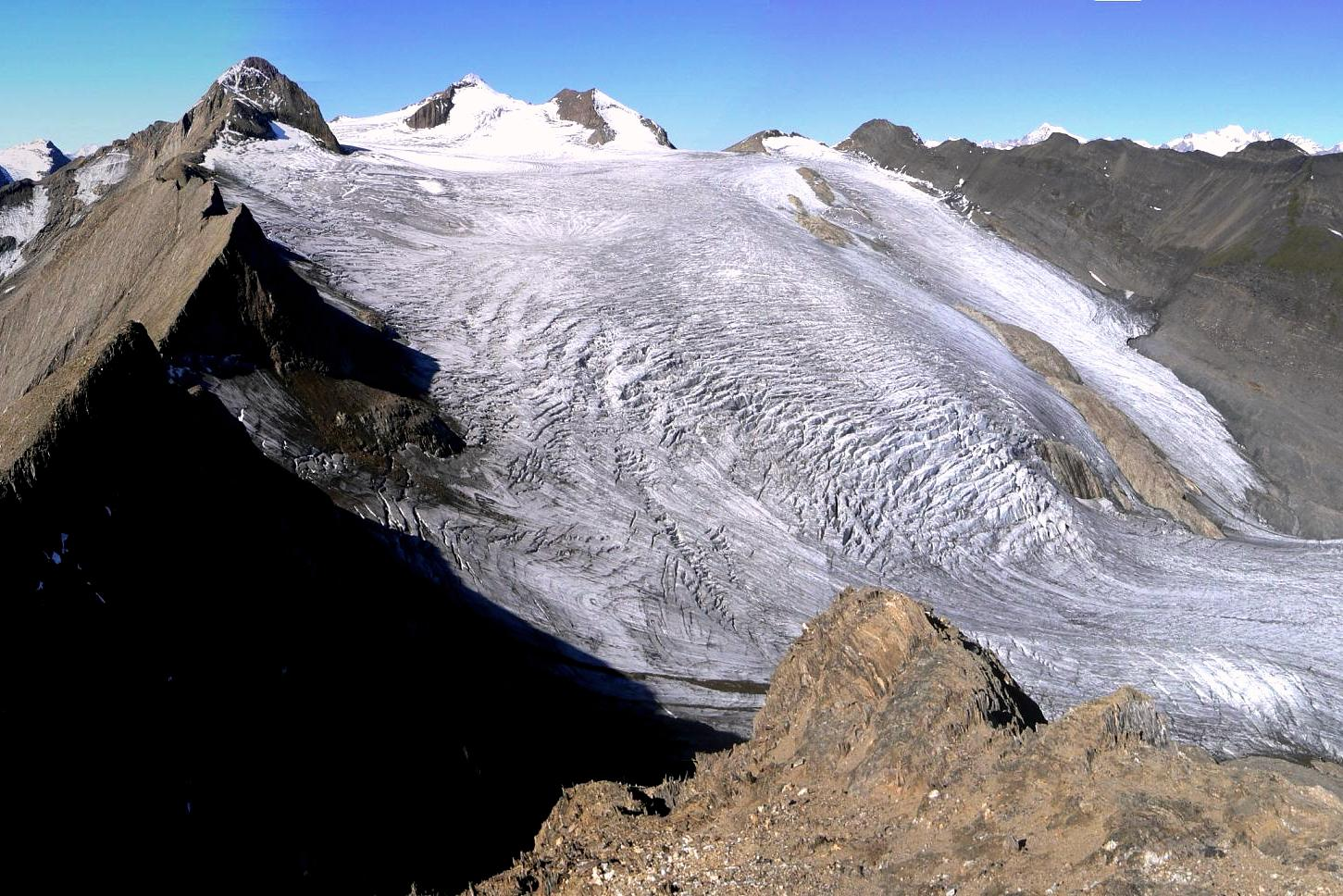
Vetta del Blinnenhorn

### Via normale
La via normale si sviluppa in territorio italiano: partendo dal Rifugio Città di Busto si risale il "Ghiacciaio dei camosci", si supera la "Gran sella del Gries" e si raggiunge la vetta. Il percorso si sviluppa principalmente su ghiacciaio, quindi è necessario fare attenzione ai crepacci. La difficoltà dell'ascesa è valutata in F.

### Alternative
Una via alternativa si sviluppa sul versante meridionale, con partenza dal Rifugio Claudio e Bruno. Da qui si segue per un breve tratto il sentiero per il Rifugio 3A, poi lo si abbandona risalendo verso Nord-Nord Ovest un sentiero in buona parte visibile in stagione estiva in quanto i nevai del versante sud sono ormai scomparsi. Rimane il nevaio tra il Blinnen e il Corno Rosso che comunque si aggira ormai in vista della vetta. Anche in questo caso, la difficoltà è valutata in F. e sarebbe questa la via normale.
Si può salire anche dal versante svizzero: partendo dal Passo della Novena, si raggiunge il lago Gries, da dove si risale il ghiacciaio del Gries fino alla vetta. La percorribilità di questa via è strettamente legata alla situazione dei crepacci.

### Punti d'appoggio
Nei pressi della montagna, sul versante italiano, vi sono diversi rifugi che possono costituire un valido punto d'appoggio per la salita alla vetta o per escursioni nella zona:
- Rifugio Città di Busto (2480 m) sul ghiacciaio dei Camosci
- Rifugio Cesare Mores (2505 m) e Rifugio Somma Lombardo (2561 m) nei pressi del lago del Sabbione
- i rifugi privati: Rifugio Claudio e Bruno (2710 m) e Rifugio 3A (gestiti dall'Operazione Mato Grosso), posti ai bordi, rispettivamente, del ghiacciaio del Sabbione e del ghiacciaio dei Camosci.